# Saison 3 des Simpson
Vous lisez un « bon article » labellisé en 2012.
Chronologie
Saison 2 Saison 4
La troisième saison des Simpson est diffusée pour la première fois aux États-Unis par la Fox entre le 19 septembre 1991 et le 27 août 1992. En France, elle a été diffusée du 22 février 1992 au 10 octobre 1992. Elle a été rediffusée en 1995 sur France 3, et depuis le 15 février 2006 sur W9. En Belgique, elle était diffusée sur RTL-TVI en 1992. En Suisse, elle était diffusée sur TSR. Les show runners de cette saison sont Al Jean et Mike Reiss.
La saison remporte six Emmy Awards dans la catégorie du meilleur doublage. Elle est aussi proposée dans la catégorie du meilleur programme d'animation de moins d'une heure. Le coffret DVD de la saison est sorti en région 1 le 26 août 2003, en région 2, le 6 octobre 2003, en région 4, le 11 novembre 2003 et en région 5, le 3 décembre 2009.

## Production
Al Jean et Mike Reiss, qui sont scénaristes de la série depuis ses débuts, prennent la place de show runners pour cette saison. Leur premier épisode en tant que show runners est Lisa va à Washington et cette expérience est pour eux très angoissante. Ils occupent la même place lors de la saison suivante et Al Jean devient producteur délégué durant la treizième saison. Les épisodes Les Jolies Colonies de vacances et Un tramway nommé Marge sont produits dans la même période mais seront diffusés pendant la saison suivante. Les épisodes Mon pote Michael Jackson et Le Palais du Gaucher ont été produits durant la saison précédente par James L. Brooks, Matt Groening et Sam Simon.

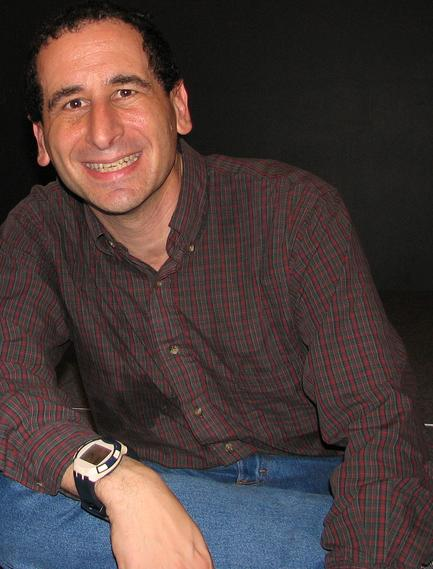
Mike Reiss est l'un des co-show runners de cette saison.

Carlos Baeza et Jeffrey Lynch réalisent leurs premiers épisodes lors de cette saison. Alan Smart, un assistant réalisateur et responsable des décors, réalise quant à lui son premier et unique épisode. Bill Oakley et Josh Weinstein, qui deviendront plus tard producteurs exécutifs, rejoignent l'équipe de scénaristes en remplacement de Jay Kogen et Wallace Wolodarsky, qui quitteront la série dès la fin de cette saison. La version actuelle du thème d'ouverture de la série apparaît pour la première fois durant cette saison.
Le premier épisode de la saison, Mon pote Michael Jackson, marque la participation de Michael Jackson au doublage de Leon Kompowsky. Une des conditions imposées par le chanteur pour qu'il participe à cet épisode est qu'il doit porter un pseudonyme lors du générique. Alors qu'il prête effectivement sa voix au personnage, toutes ses chansons sont interprétées par Kipp Lennon, parce que le Roi de la Pop voulait faire une blague à ses frères. La rediffusion de cet épisode le 30 janvier 1992 présente une ouverture différente, écrite en réponse à une observation faite par le président des États-Unis d'alors, George H. W. Bush. En effet, le 27 janvier 1992 Bush proclame, dans un discours lors de sa campagne de réélection, « Nous allons continuer à essayer de renforcer la famille américaine, afin de faire que les familles américaines ressemblent plus aux Walton et moins aux Simpson ». Les scénaristes décident alors de réagir en ajoutant une réponse au générique du prochain épisode diffusé, qui est une rediffusion de Mon pote Michael Jackson, le 30 janvier. Lors du gag du canapé de cet épisode, les Simpson sont en train de regarder le discours du Président et Bart répond : « Hé, nous sommes comme les Walton. Nous prions également pour la fin de la crise »,.
Homer la foudre est le premier épisode de la série à inviter autant de célébrités. L'idée vient de Sam Simon, qui voulait un épisode entièrement rempli de vrais joueurs de la ligue majeure de baseball. Ils réussissent à obtenir l'accord de neuf joueurs qui sont enregistrés sur une période de six mois.
Cette saison est la dernière à être animée par Klasky Csupo, avant que Gracie Films ne décide de laisser l'animation aux studios locaux de la DPS Film Roman,. Sharon Bernstein du Los Angeles Times écrit que « les responsables de Gracie ont été mécontents de ce que le producteur Csupo avait attribué aux Simpson et disent que la compagnie espérait aussi obtenir de meilleurs salaires et conditions de travail des animateurs à la Film Roman ». Le cofondateur de Klasky Csupo, Gábor Csupó, est « enjoint [par Garcie Films] de leur permettre d'engager leur propre producteur [pour superviser la production de l'animation] » mais il refuse, déclarant : « ils ont voulu me dire comment gérer mon entreprise ».
La saison marque l'apparition de plusieurs nouveaux personnages récurrents dont Doris Peterson, Gros Tony, Guibole et Louie, Rabbi Hyman Krustofski, Lurleen Lumpkin et Kirk et Luann van Houten,.

## Réception

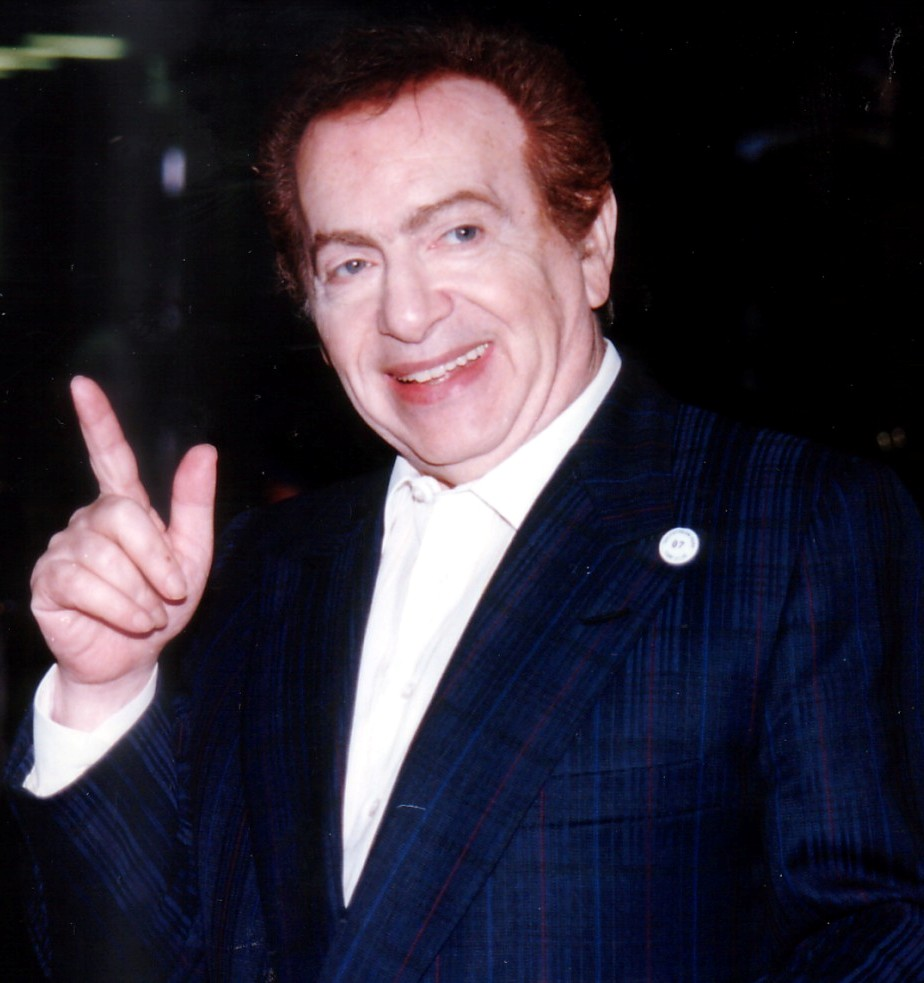
Jackie Mason est la première guest star à recevoir une récompense pour son rôle dans Les Simpson.

En 2003, le magazine Entertainment Weekly publie une liste de ses vingt-cinq épisodes préférés et place les épisodes Homer la foudre, Un cocktail d'enfer et Un puits de mensonges, respectivement à la quinzième, seizième et vingtième places. Le site web IGN publie en 2010 la liste des vingt-cinq meilleures apparitions de célébrités de toute l'histoire de la série, classant Aerosmith à la vingt-quatrième place, Spinal Tap à la dix-huitième, les joueurs de baseball de l'épisode Homer la foudre à la dix-septième, Jon Lovitz à la huitième et Michael Jackson à la cinquième. IGN désigne plus tard l'épisode Un cocktail d'enfer comme étant le meilleur épisode de la troisième saison. Chris Turner (en), auteur du livre Planet Simpson, pense que la troisième saison marque le début de « l'Âge d'or » des Simpson et souligne que l'épisode Homer la foudre est le premier opus de cette période.
Cette saison réunit en moyenne 21,6 millions de téléspectateurs pour chaque épisode aux États-Unis. L'épisode Homer la foudre est, avec ces 24,6 millions de téléspectateurs, l'épisode qui est le plus regardé lors de cette saison.
L'année 1992 est la meilleure année pour Les Simpson lors des Primetime Emmy Awards, avec ses six Emmys obtenus, tous dans la catégorie du meilleur doublage, une catégorie où la concurrence est rude. Les bénéficiaires sont Nancy Cartwright pour son rôle de Bart Simpson dans l'épisode Le Flic et la Rebelle, Dan Castellaneta pour Homer Simpson dans Le Poney de Lisa, Julie Kavner pour Marge Simpson dans Vive les mariés, Jackie Mason pour Rabbi Hyman Krustofski dans Tel père, tel clown, Yeardley Smith pour Lisa Simpson dans L'Enfer du jeu et Marcia Wallace pour Edna Krapabelle dans Bart le tombeur. Jackie Mason est la première célébrité invitée irrégulièrement dans l'émission à recevoir un Emmy. La série reçoit aussi trois autres propositions, une dans la catégorie du meilleur programme d'animation pour l'épisode Un puits de mensonges, une dans la catégorie de la meilleure prestation individuelle dans la composition musicale pour une série pour Alf Clausen et une autre dans la catégorie de la meilleure prestation individuelle dans le mixage du son pour une série comique ou un programme spécial pour Brad Brock, Peter Cole, Anthony D'Amico et Gary Gegan. Les deux dernières propositions étant pour l'épisode Simpson Horror Show II.
La série remporte également un Annie Award dans la catégorie de la meilleure production animée pour la télévision, une proposition pour un Environmental Media Award dans la catégorie de la meilleure série comique pour la télévision pour l'épisode Lisa va à Washington et une proposition pour un People's Choice Awards dans la catégorie de la série comique préférée par les jeunes.

## Épisodes
| № | #  | Titre                                                                               | Réalisation                | Scénario                                                                       | Première diffusion                | Code de prod. | Audience (en millions) |
| --- | -- | ----------------------------------------------------------------------------------- | -------------------------- | ------------------------------------------------------------------------------ | --------------------------------- | ------------- | ---------------------- |
| 36 | 1  | Mon pote Michael Jackson (Lobot-Homer) Stark Raving Dad                             | Rich Moore                 | Al Jean et Mike Reiss                                                          | 19 septembre 1991 22 février 1992 | 7F24          | 22,9                   |
| À la suite d'une bêtise de Bart, la chemise d'Homer devient rose. Cette couleur attirant l'œil de ses collègues et supérieurs, le docteur Monroe demande à Homer de participer à un test, que Bart passe à sa place. Le résultat est si mauvais qu'il est envoyé dans un hôpital psychiatrique où il partage sa cellule avec Léon Kompowski qui se prend pour Michael Jackson... |    |                                                                                     |                            |                                                                                |                                   |               |                        |
| 37 | 2  | Lisa va à Washington Mr. Lisa Goes to Washington                                    | Wesley Archer              | George Meyer                                                                   | 26 septembre 1991 7 mars 1992     | 8F01          | 20,2                   |
| Homer devient accro au magazine Reader Indigeste dans lequel il apprend qu'un concours de rédaction réservé aux enfants permettrait de remporter un voyage d'une semaine à Washington. Lisa y participe et remporte l'épreuve régionale. Elle et sa famille partent donc pour la capitale afin de remporter la finale du concours... |    |                                                                                     |                            |                                                                                |                                   |               |                        |
| 38 | 3  | Le Palais du Gaucher (Flanders fait faillite) When Flanders Failed                  | Jim Reardon                | Jon Vitti                                                                      | 3 octobre 1991 29 février 1992    | 7F23          | 22,8                   |
| Ned Flanders annonce lors d'un barbecue qu'il arrête son emploi de pharmacien pour ouvrir un magasin réservé aux gauchers et nommé « Le Palais du Gaucher ». Homer, jaloux, souhaite que Flanders fasse faillite. Pendant ce temps Marge inscrit Bart à un cours de karaté donné par Akira... |    |                                                                                     |                            |                                                                                |                                   |               |                        |
| 39 | 4  | Le Petit Parrain (Bart le meurtrier) Bart the Murderer                              | Rich Moore                 | John Swartzwelder                                                              | 10 octobre 1991 21 mars 1992      | 8F03          | 20,8                   |
| Les événements malchanceux s'enchaînent les uns à la suite des autres pour Bart. Il rate le bus, oublie l'autorisation de ses parents pour aller visiter la fabrique de chocolat, etc. À son retour chez lui, il a un accident de skateboard et se fait enlever par un gang de la mafia de Springfield. Sans savoir qu'il s'engage dans la pègre, il est embauché par ceux-ci pour leur faire des cocktails... |    |                                                                                     |                            |                                                                                |                                   |               |                        |
| 40 | 5  | Une belle simpsonnerie (Homer au dictionnaire) Homer Defined                        | Mark Kirkland              | Howard Gewirtz                                                                 | 17 octobre 1991 28 mars 1992      | 8F04          | 20,6                   |
| Alors que Bart en veut à Milhouse de ne pas l'avoir invité à son anniversaire, Homer devient un héros : il sauve la ville d'une catastrophe nucléaire en appuyant au hasard sur un bouton... |    |                                                                                     |                            |                                                                                |                                   |               |                        |
| 41 | 6  | Tel père, tel clown Like Father, Like Klown                                         | Jeffrey Lynch et Brad Bird | Jay Kogen et Wallace Wolodarsky                                                | 24 octobre 1991 4 avril 1992      | 8F05          | 20,2                   |
| Lors d'un dîner chez les Simpson, Krusty confie que son père, un influent rabbin, ne veut plus le voir depuis qu'il a choisi le métier de clown car il le juge trop humiliant. Bart et Lisa décident alors de le retrouver afin qu'ils se réconcilient... |    |                                                                                     |                            |                                                                                |                                   |               |                        |
| 42 | 7  | Simpson Horror Show II (Le spécial Halloween des Simpson II) Treehouse of Horror II | Jim Reardon                | Al Jean, Mike Reiss, Jeff Martin, George Meyer, Sam Simon et John Swartzwelder | 31 octobre 1991 14 mars 1992      | 8F02          | 20,0                   |
| La Patte de singe : Les Simpson sont partis au Maroc pour les vacances et Homer achète une patte de singe à Marrakech. Celle-ci lui permet alors d'exaucer tous ses souhaits mais elle est maudite. Bart le monstre : Bart a le pouvoir de lire dans les pensées et de transformer tous ceux qui pourraient lui causer du tort. Tout le monde tente de le satisfaire afin de ne pas avoir à subir ce triste sort. Le Cerveau d'Homer : alors qu'Homer est renvoyé de la centrale parce qu'il dort à son poste, Monsieur Burns invente un robot qui a besoin d'un cerveau humain pour fonctionner. À la recherche de ce cerveau, il tombe sur Homer, endormi à son nouveau travail de fossoyeur et, pensant qu'il est mort, Burns le lui retire pour en doter son robot... |    |                                                                                     |                            |                                                                                |                                   |               |                        |
| 43 | 8  | Le Poney de Lisa Lisa's Pony                                                        | Carlos Baeza               | Al Jean et Mike Reiss                                                          | 7 novembre 1991 11 avril 1992     | 8F06          | 23,0                   |
| Homer doit se racheter auprès de Lisa pour avoir oublié de lui apporter une nouvelle anche pour son saxophone. Il lui achète alors un poney. Pour pouvoir le payer, il doit travailler beaucoup plus... |    |                                                                                     |                            |                                                                                |                                   |               |                        |
| 44 | 9  | Un père dans la course (Bartmobile) Saturdays of Thunder                            | Jim Reardon                | Ken Levine et David Isaacs                                                     | 14 novembre 1991 18 avril 1992    | 8F07          | 24,7                   |
| Pendant que Marge, Patty et Selma vont au salon de coiffure, Homer emmène les enfants au club vidéo. En rentrant du coiffeur, Marge fait passer un test à Homer pour voir s'il connaît bien son fils. Il obtient zéro au test et se rend compte qu'il est un mauvais père. Il décide alors d'entrer à L'Institut de la Paternité pour devenir un père exemplaire. Suivant leurs conseils, il décide de s'intéresser à ce qui passionne Bart et découvre que celui-ci construit une voiture de course. Homer décide donc d'aider ce dernier à construire sa caisse à savon... |    |                                                                                     |                            |                                                                                |                                   |               |                        |
| 45 | 10 | Un cocktail d'enfer (Un Flambé à la Moe) Flaming Moe's                              | Rich Moore et Alan Smart   | Robert Cohen                                                                   | 21 novembre 1991 2 mai 1992       | 8F08          | 23,9                   |
| Homer se réfugie chez Moe pour échapper à ses enfants et à leurs amis. Mais celui-ci n'a plus une seule bière. Homer se souvient alors de la recette d'un cocktail qu'il avait mis au point pour échapper aux sœurs de Marge. Ce breuvage remporte un franc succès auprès de la clientèle de la taverne et Moe se l'approprie en le renommant « Flaming Moe ». Homer n'apprécie pas que le barman se fasse de l'argent avec sa recette... |    |                                                                                     |                            |                                                                                |                                   |               |                        |
| 46 | 11 | Burns Verkaufen der Kraftwerk (Burns vend la centrale)                              | Mark Kirkland              | Jon Vitti, Al Jean et Mike Reiss                                               | 2 décembre 1991 9 mai 1992        | 8F09          | 21,1                   |
| Alors que les actions de la centrale nucléaire grimpent, Monsieur Burns décide de la vendre à des Allemands contre un chèque de 100 millions de dollars. Malheureusement pour Homer et ses collègues, les patrons germaniques sont bien plus exigeants en matière de sécurité... |    |                                                                                     |                            |                                                                                |                                   |               |                        |
| 47 | 12 | Vive les mariés (J'ai épousé Marge) I Married Marge                                 | Jeffrey Lynch              | Jeff Martin                                                                    | 26 décembre 1991 25 avril 1992    | 8F10          | 21,9                   |
| Alors que Marge est chez le docteur Hibbert afin de savoir si elle est enceinte, Homer raconte à ses enfants l'histoire de la naissance de Bart, de sa conception dans le moulin du golf miniature jusqu'au changement d'emploi d'Homer en passant par leur mariage... |    |                                                                                     |                            |                                                                                |                                   |               |                        |
| 48 | 13 | Un puits de mensonges (Radio Bart) Radio Bart                                       | Carlos Baeza               | Jon Vitti                                                                      | 9 janvier 1992 16 mai 1992        | 8F11          | 24,2                   |
| Homer offre à Bart pour son anniversaire un émetteur radio. Même si au début l'objet ne l'emballe pas, Bart se rend vite compte qu'il peut s'avérer être un astucieux moyen de piéger les gens. Il commence alors à faire de nombreuses farces aux habitants de Springfield... |    |                                                                                     |                            |                                                                                |                                   |               |                        |
| 49 | 14 | L'Enfer du jeu (Les Pronostics de Lisa) Lisa the Greek                              | Rich Moore                 | Jay Kogen et Wallace Wolodarsky                                                | 23 janvier 1992 6 juin 1992       | 8F12          | 23,2                   |
| Homer ne prêtant aucune attention à ce qui l'intéresse, Lisa décide de regarder le match de football avec lui. Tous deux commencent alors à faire des paris, et les pronostics de Lisa se vérifient à chaque fois. Cette réussite leur permet de resserrer leurs liens... |    |                                                                                     |                            |                                                                                |                                   |               |                        |
| 50 | 15 | Homer au foyer (Homer joue à la maman) Homer Alone                                  | Mark Kirkland              | David M. Stern                                                                 | 6 février 1992 23 mai 1992        | 8F14          | 23,7                   |
| Marge ne supporte plus de ne plus avoir un seul moment pour elle à cause de sa famille oppressante. Lorsque Maggie lui renverse son biberon dessus, elle craque et met sa voiture au travers du pont de Springfield et refuse de sortir. Homer arrive sur les lieux après avoir été prévenu par la télévision qui suit l'événement. Il arrive à la convaincre de sortir. Elle s'offre alors un séjour en station thermale pendant quelques jours, laissant Bart et Lisa chez ses sœurs et Maggie à la maison avec Homer... |    |                                                                                     |                            |                                                                                |                                   |               |                        |
| 51 | 16 | Bart le tombeur (Bart l'amoureux) Bart the Lover                                    | Carlos Baeza               | Jon Vitti                                                                      | 13 février 1992 20 juin 1992      | 8F16          | 20,5                   |
| Alors que Bart tente de récupérer son yoyo dans le tiroir du bureau de Madame Krapabelle, il tombe sur la petite annonce qu'elle a publiée pour chercher l'âme sœur. Il décide alors de se faire passer pour Woodrow, et de conquérir le cœur de sa désespérée maîtresse... |    |                                                                                     |                            |                                                                                |                                   |               |                        |
| 52 | 17 | Homer la foudre (Homer au bâton) Homer at the Bat                                   | Jim Reardon                | John Swartzwelder                                                              | 20 février 1992 30 mai 1992       | 8F13          | 24,6                   |
| Homer, avec sa batte porte-bonheur taillée dans une branche brisée par la foudre, décide de s'inscrire avec ses collègues pour représenter la centrale au championnat de softball. Alors que son équipe enchaîne les victoires, M. Burns décide d'engager des joueurs professionnels pour remplacer ses employés afin d'être sûr de ne pas perdre son pari d'un million de dollars contre Aristotle Amadopoulos... |    |                                                                                     |                            |                                                                                |                                   |               |                        |
| 53 | 18 | Le Flic et la Rebelle (Des vocations différentes) Separate Vocations                | Jeffrey Lynch              | George Meyer                                                                   | 27 février 1992 13 juin 1992      | 8F15          | 23,7                   |
| À la suite des tests organisés par l'école de Springfield afin de déterminer les futurs métiers des enfants, Bart est emmené par Eddie et Lou pour qu'ils lui montrent à quoi ressemble le métier de policier. Il les aide même à capturer un criminel. Lisa, déprimée du résultat du test (qui la voit être femme au foyer), commence à fréquenter des loubards et à devenir rebelle... |    |                                                                                     |                            |                                                                                |                                   |               |                        |
| 54 | 19 | Chienne de vie (La Mort d'un chien) Dog of Death                                    | Jim Reardon                | John Swartzwelder                                                              | 12 mars 1992 14 août 1992         | 8F17          | 23,4                   |
| Alors que Kent Brockman remporte les 130 millions de dollars du loto que Homer espérait tant, les Simpson doivent payer une forte somme pour sauver leur chien, Petit Papa Noël. Après avoir économisé, ils arrivent à le guérir. Mais le remboursement de l'opération force la famille à se priver de beaucoup de choses. Très vite, le chien se sent de trop et quitte le foyer... |    |                                                                                     |                            |                                                                                |                                   |               |                        |
| 55 | 20 | Imprésario de mon cœur Colonel Homer                                                | Mark Kirkland              | Matt Groening                                                                  | 26 mars 1992 17 août 1992         | 8F19          | 25,5                   |
| À la suite d'une dispute avec son épouse, Homer roule pendant plusieurs dizaines de kilomètres jusqu'à un bar dans lequel il rencontre Lurleen Lumpkin, une chanteuse de country, dont il apprécie énormément les chansons. Il décide alors de la revoir et la convainc d'enregistrer ses chansons. Plus tard, un producteur leur propose de les diffuser à la radio. Homer devient alors l’impresario de la belle chanteuse et celle-ci ne tarde pas à tomber sous son charme... |    |                                                                                     |                            |                                                                                |                                   |               |                        |
| 56 | 21 | La Veuve noire Black Widower                                                        | David Silverman            | Jon Vitti, Sam Simon et Thomas Chastain                                        | 9 avril 1992 19 août 1992         | 8F20          | 17,3                   |
| Grâce au programme « Écrivez à un prisonnier », Selma invite chez les Simpson une de ses rencontres qui n'est autre que Tahiti Bob. À table, celui-ci explique les horreurs qu'il a subies en prison, comment il a connu Selma, qu'il a changé et qu'il n'a plus le désir de se venger de Bart. Les deux amoureux vivent une très belle histoire jusqu'au point de se marier. Mais Bart n'est pas convaincu que Tahiti Bob a changé et pense même qu'il prépare un plan pour soulager sa vengeance... |    |                                                                                     |                            |                                                                                |                                   |               |                        |
| 57 | 22 | Le Permis d'Otto Bus (Le Show d'Otto) The Otto Show                                 | Wesley Archer              | Jeff Martin                                                                    | 23 avril 1992 18 août 1992        | 8F21          | 17,5                   |
| Après avoir assisté à un concert de rock en compagnie de son père et de Milhouse, Bart décide de se mettre à la guitare électrique. Il se rend vite compte que ce n'est pas une mince affaire. Lorsqu'il monte dans le bus pour se rendre à l'école, Otto voit sa guitare et s'en empare pour en jouer. Les enfants étant en retard, Otto roule extrêmement vite, si bien qu'il renverse le bus. Arrêté, il avoue conduire sans permis. Il est alors renvoyé de l'école jusqu'à ce qu'il l'obtienne... |    |                                                                                     |                            |                                                                                |                                   |               |                        |
| 58 | 23 | Séparés par l'amour (Milhouse tombe amoureux) Bart's Friend Falls in Love           | Jim Reardon                | Jay Kogen et Wallace Wolodarsky                                                | 7 mai 1992 20 août 1992           | 8F22          | 19,5                   |
| Milhouse montre à Bart sa Magic 8-Ball (jouet commercialisé par Mattel) prédit que leur amitié se brisera d'ici la fin de la journée. À l'école, le principal Skinner présente à la classe de Madame Krapabelle la nouvelle élève, Samantha Skelpa. Aussitôt, Milhouse tombe amoureux de la jeune fille et commence à délaisser son meilleur ami... |    |                                                                                     |                            |                                                                                |                                   |               |                        |
| 59 | 24 | Le Retour du frère prodigue (L'Invention) Brother Can You Spare Two Dimes?          | Rich Moore                 | John Swartzwelder                                                              | 27 août 1992 10 octobre 1992      | 8F23          | 17,2                   |
| À cause des radiations auxquelles il est exposé, Homer est devenu stérile. Craignant que celui-ci ne le poursuive en justice, Monsieur Burns lui offre deux mille dollars s'il signe un contrat lui interdisant de porter plainte. Herbert Powell, le frère d'Homer devenu clochard par sa faute, a l'intention de créer une machine capable de traduire les gazouillis des bébés. Ayant besoin d'argent, il décide de rendre visite à son frère pour lui demander de l'aide. Mais Homer avait prévu d'acheter un nouveau fauteuil avec l'argent de Burns... |    |                                                                                     |                            |                                                                                |                                   |               |                        |

## Invités

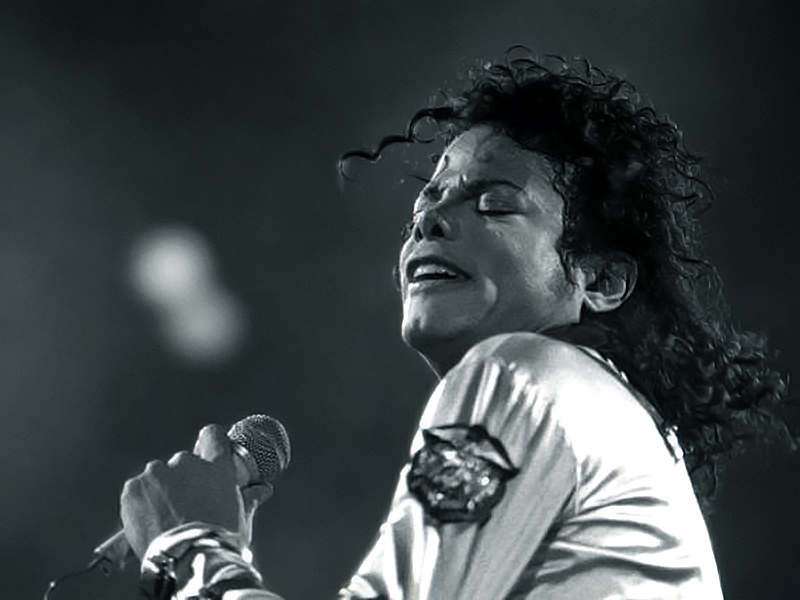
Michael Jackson double le personnage de Léon Kompowski dans le premier épisode de la saison.

La série les Simpson fait souvent appel à des guest stars afin de prêter leur voix à certains personnages ou interpréter leur propre rôle. Vingt-huit célébrités ont fait partie du casting de cette troisième saison.
Le premier invité est le chanteur américain Michael Jackson, crédité sous le nom de John Jay Smith, qui double le personnage de Leon Kompowski (VF: Thierry Ragueneau). Kipp Lennon interprète les chansons de ce personnage.
La scénariste, productrice et actrice Lona Williams, interprète le rôle de Truong Van Dinh dans l'épisode Lisa va à Washington.
Joe Mantegna double pour la première fois le personnage récurrent de Gros Tony dans l'épisode Le Petit Parrain.

À la fin du même épisode, la famille Simpson regarde un reportage dans lequel Neil Patrick Harris, le futur Barney Stinson dans la série à succès How I Met Your Mother, interprète le rôle de Bart.
Dans le même genre, Steve Allen interprète le rôle de Bart dans une scène imaginaire de l'épisode Le Flic et la Rebelle.
L'homme d'affaires grec, Aristotle Amadopoulos, fait son apparition dans l'épisode Une belle simpsonnerie et Jon Lovitz le double.

Dans le même épisode, le basketteur Magic Johnson et le commentateur sportif Chick Hearn jouent leurs propres rôles.
L'épisode Tel père, tel clown marque l'apparition du père de Krusty, Rabbi Hyman Krustofski, et de son doubleur, Jackie Mason (VF: Yves Barsacq).
Le groupe de rock Aerosmith apparaît dans l'épisode Un cocktail d'enfer.
L'ex-chanteur de Police, Sting, interprète son propre rôle dans Un puits de mensonges.
Homer la foudre est l'épisode ayant rassemblé le plus d'invités de toute l'histoire des Simpson, avec les neuf joueurs de baseball que sont Roger Clemens, Wade Boggs, Ken Griffey Jr., Steve Sax, Ozzie Smith, José Canseco, Don Mattingly, Darryl Strawberry et Mike Scioscia, ainsi que le chanteur Terry Cashman.
La chanteuse de country Lurleen Lumpkin, est doublée par Beverly D'Angelo dans l'épisode Imprésario de mon cœur.
Les musiciens et acteurs Christopher Guest et Michael McKean apparaissent dans Le Permis d'Otto Bus sous forme du groupe de heavy metal parodique Spinal Tap.
Dans Séparés par l'amour, la petite amie de Milhouse, Samantha Stanky, est interprétée par Kimmy Robertson.
Le dernier épisode, Le Retour du frère prodigue, marque le retour d'Herbert Powell et donc de Danny DeVito et marque aussi l'apparition du boxeur américain Joe Frazier dans son propre rôle.

## Sortie VHS et DVD
Avant la parution du coffret, cette saison est sortie en cassettes VHS. Deux coffrets cassettes rassemblant l'ensemble de la saison sont sortis le 11 juillet 2001.
la troisième saison est distribué par la 20th Century Studios Home Entertainment soit douze ans après sa diffusion à la télévision. Le coffret contient des bonus, des commentaires pour chaque épisode, des storyboard, et bien plus encore.
| L'intégrale de la saison 3 | | | |
| Détails, | Détails, | Détails, | Bonus, |
| - 24 épisodes - 4 disques - Aspect ratio 1.33:1 - Langues : - Anglais (Dolby Digital 5.1, avec sous-titres) - Français (Dolby Digital 2.0 Surround) - Espagnol (Dolby Digital 2.0 Surround, avec sous-titres) | - 24 épisodes - 4 disques - Aspect ratio 1.33:1 - Langues : - Anglais (Dolby Digital 5.1, avec sous-titres) - Français (Dolby Digital 2.0 Surround) - Espagnol (Dolby Digital 2.0 Surround, avec sous-titres) | - 24 épisodes - 4 disques - Aspect ratio 1.33:1 - Langues : - Anglais (Dolby Digital 5.1, avec sous-titres) - Français (Dolby Digital 2.0 Surround) - Espagnol (Dolby Digital 2.0 Surround, avec sous-titres) | - Commentaires audio pour chaque épisode - 5 publicités Butterfinger. - Extrait de la Macy's Thanksgiving Day Parade de 1991 présentant un ballon de Bart - Simpson Horror Show II - Espagnol - Québécois - Tchèque - Polonais - Jukebox sur 13 chansons : Ben, Happy Birthday Lisa, Lotsa fun, Walk this way, Faming Moe's, We're sending our love down the well, Talkin' softball, Bagged me a Homer, Bunk with me tonight, Break like the wind, Spanish flea, Hail to the bus driver, We like rockin'. |
| Dates de sorties | | | - Commentaires audio pour chaque épisode - 5 publicités Butterfinger. - Extrait de la Macy's Thanksgiving Day Parade de 1991 présentant un ballon de Bart - Simpson Horror Show II - Espagnol - Québécois - Tchèque - Polonais - Jukebox sur 13 chansons : Ben, Happy Birthday Lisa, Lotsa fun, Walk this way, Faming Moe's, We're sending our love down the well, Talkin' softball, Bagged me a Homer, Bunk with me tonight, Break like the wind, Spanish flea, Hail to the bus driver, We like rockin'. |
| Région 1 | Région 2 | Région 4 | - Commentaires audio pour chaque épisode - 5 publicités Butterfinger. - Extrait de la Macy's Thanksgiving Day Parade de 1991 présentant un ballon de Bart - Simpson Horror Show II - Espagnol - Québécois - Tchèque - Polonais - Jukebox sur 13 chansons : Ben, Happy Birthday Lisa, Lotsa fun, Walk this way, Faming Moe's, We're sending our love down the well, Talkin' softball, Bagged me a Homer, Bunk with me tonight, Break like the wind, Spanish flea, Hail to the bus driver, We like rockin'. |
| 26 août 2003 | 6 octobre 2003 | 11 novembre 2003 | - Commentaires audio pour chaque épisode - 5 publicités Butterfinger. - Extrait de la Macy's Thanksgiving Day Parade de 1991 présentant un ballon de Bart - Simpson Horror Show II - Espagnol - Québécois - Tchèque - Polonais - Jukebox sur 13 chansons : Ben, Happy Birthday Lisa, Lotsa fun, Walk this way, Faming Moe's, We're sending our love down the well, Talkin' softball, Bagged me a Homer, Bunk with me tonight, Break like the wind, Spanish flea, Hail to the bus driver, We like rockin'. |